# Petriella setifera
Petriella setifera är en svampart som först beskrevs av Alf. Schmidt, och fick sitt nu gällande namn av Curzi 1930. Petriella setifera ingår i släktet Petriella och familjen Microascaceae.   Inga underarter finns listade i Catalogue of Life.